# 19919 Pogorelov
19919 Pogorelov este un asteroid din centura principală de asteroizi.

## Descriere
19919 Pogorelov este un asteroid din centura principală de asteroizi. A fost descoperit pe 8 octombrie 1977 la Observatorul de Astrofizică din Crimeea de Liudmila Cernîh. Asteroidul prezintă o orbită caracterizată de o semiaxă mare de 2,67 ua, o excentricitate de 0,19 și o înclinație de 13,0° în raport cu ecliptica.